# Ростовский округ
Ростовский округ — административная единица в области Войска Донского Российской империи; окружное управление находилось в городе Ростов-на-Дону.

## География
Площадь территории — 6 012 вёрст².

## История
В XVIII веке Ростовский округ входил в состав Екатеринославского наместничества, с 1803 года — в состав Екатеринославской губернии. 19 мая 1887 года округ вошёл в Область Войска Донского, и остался в её составе вплоть до упразднения области Войска Донского 20 марта 1920 года, когда 7 округов, включая Ростовский, вошли в созданную тогда же Донскую область. 1 января 1888 года из Ростовского округа в Таганрогский был передан 1-й стан. После ликвидации Донской области, округ с 13 февраля 1924 по 16 октября 1924 года входил в Юго-Восточную область, а с 16 октября 1924 года — в Северо-Кавказский край. 19 сентября 1924 года Ростовский округ был переименован в Донской. 30 июля 1930 года Донской округ, как и большинство остальных округов СССР, был упразднён. Его районы отошли в прямое подчинение Северо-Кавказского края.
В настоящее время вся территория бывшего округа входит в Ростовскую область Российской Федерации.
Казаки округа служили в следующих частях: Легкая кавалерия — 7-й .16-й

### Современное состояние
На территории бывшего Ростовского округа области Войска Донского сейчас располагаются города Ростов-на-Дону, Азов, Батайск, Азовский, Мясниковский районы и Железнодорожный район Ростова-на-Дону

## Население
Численность населения — 369 732 человек, в том числе русские — 196 928, украинцы — 124 183, армяне — 25 604, евреи — 12 307, немцы — 3 853 (1897).

## Административное деление
В 1915 году в состав округа входило 27 волостей и 2 станицы:
| - Александровская — поселок Александровский, - Батайская — поселок Батайский, - Больше-Сальская — поселок Больше-Сальский, - Васильевско-Петровская — поселок Васильево-Петровский, - Глафировская — поселок Глафировский, - Глебовская — поселок Глебовский, - Гниловской юрт — станица Гниловская, 1797 при р.Дон 4 х, - Екатериновская — поселок Екатериновский, - Елисаветовская — поселок Елисаветовский, - Елисаветовский юрт — станица Елисаветовская, 1807 при р.Дон 13 х, - Ильинская — поселок Ильинский, - Кагальницкая — поселок Кагальницкий, - Койсугская — поселок Койсугский, - Крымская — поселок Крымский, - Круглянская — поселок Круглянский, | - Кугейская — поселок Кугейский, - Маргаритовская — поселок Маргаритовский, - Ново-Батайская — поселок Ново-Батайский, - Ново-Николаевская — поселок Ново-Николаевский, - Отрадовская — поселок Отрадовский, - Пешковская — поселок Пешковский, - Порт-Катонская — поселок Порт-Катонский, - Самарская — поселок Самарский, - Семибалковская — поселок Семибалковский, - Султан-Сальская — поселок Султан-Сальский, - Царско-Алексеевская — поселок Куричье-Косянский, - Чалтырская — поселок Чалтырский, - Шабельская — поселок Шабельский, - Шамшевская — поселок Иваново-Шамшевский. |